# 壮粗狂蛛
壮粗狂蛛（学名：Trachyzelotes adriaticus）为平腹蛛科粗狂蛛属的动物。分布于欧洲以及中国大陆的新疆等地，主要栖息于灌木林的根系间。该物种的模式产地在欧洲。